# Pararrescatadores de la Fuerza Aérea de Estados Unidos
Los Pararrescatadores, también conocidos como Paracaidistas de Rescate (del inglés: Pararescuemen, Pararescue Jumpers o PJs) son operadores especiales de la Fuerza Aérea de Estados Unidos que llevan a cabo operaciones de recuperación de personal y búsqueda y rescate en combate, así como otras misiones para el Ejército de Estados Unidos y sus aliados. Como operadores especiales altamente cualificados, los PJs están generalmente asignados al Comando de Operaciones Especiales de la Fuerza Aérea y al Comando de Combate Aéreo.
En las operaciones de recuperación los PJs rescatan y prestan tratamiento médico al personal herido o desamparado en entornos hostiles o remotos, así como detrás de las líneas enemigas o en entornos salvajes. En las operaciones de búsqueda y rescate en combate se recupera al personal del territorio controlado por el enemigo.
Los PJs están asignados a diversas unidades de operaciones especiales de todas las ramas de servicio de las Fuerzas Armadas de Estados Unidos para llevar a cabo otras operaciones según corresponda. Los PJs también han dado apoyo a las misiones de la NASA y han rescatado a los astronautas después de su amerizaje.
Durante mucho tiempo el servicio de pararrescate ha estado reservado sólo para los soldados rasos, aunque a principios del siglo XXI se expandió para incluir a los Oficiales de Rescate en Combate. De los aproximadamente 200 receptores de la Cruz de la Fuerza Aérea, 12 son pararrescatadores.

## Historia

### Antes de la Segunda Guerra Mundial

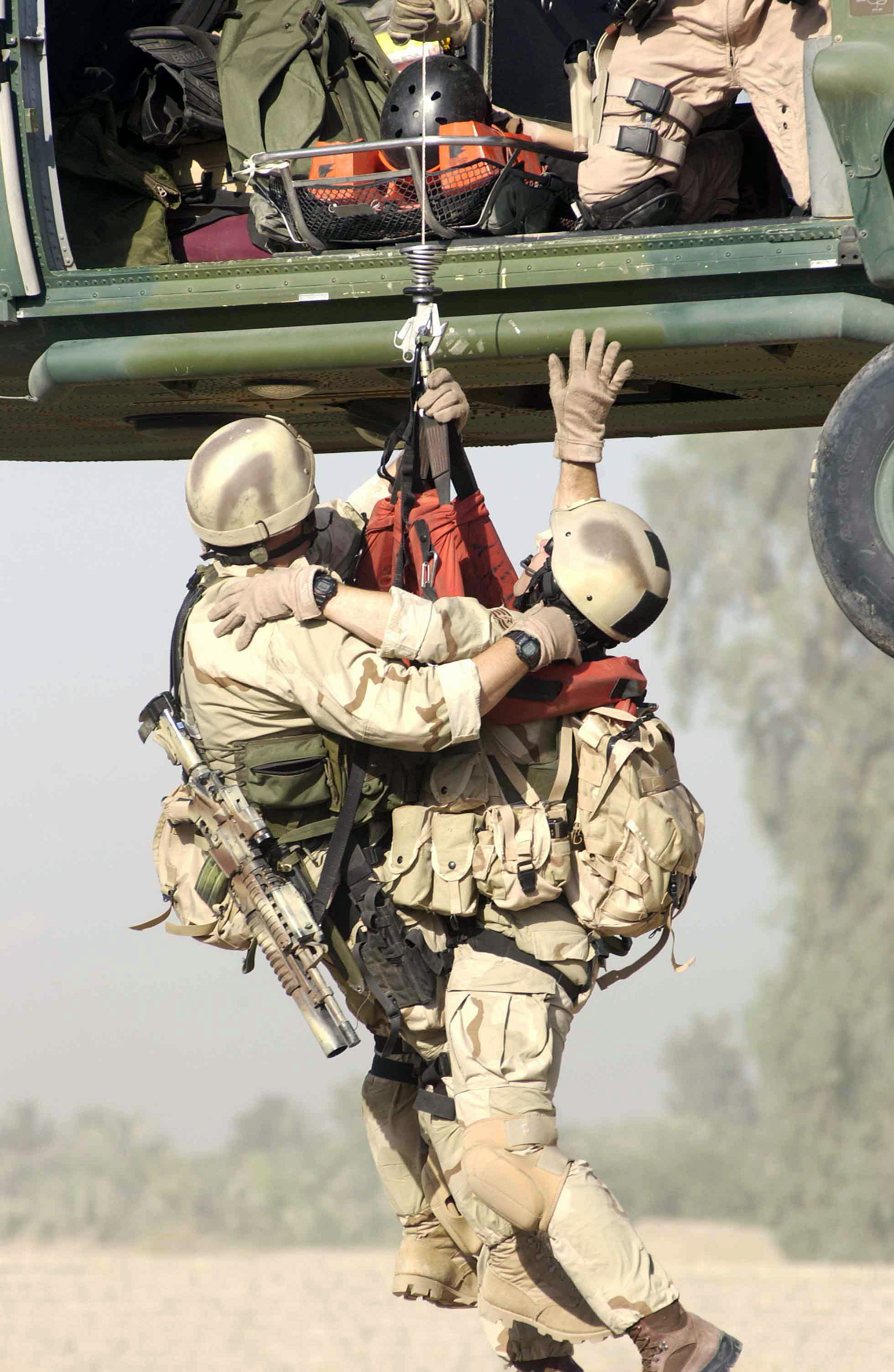
El personal de pararrescate de la Fuerza Aérea de Estados Unidos asignado al Aeropuerto Internacional de Bagdad realiza una extracción con grúa de un superviviente durante un Ejercicio de Entrenamiento de Operaciones Urbanas en la zona de entrenamiento de Maltz, en apoyo de la Operación Libertad Iraquí de 2003.

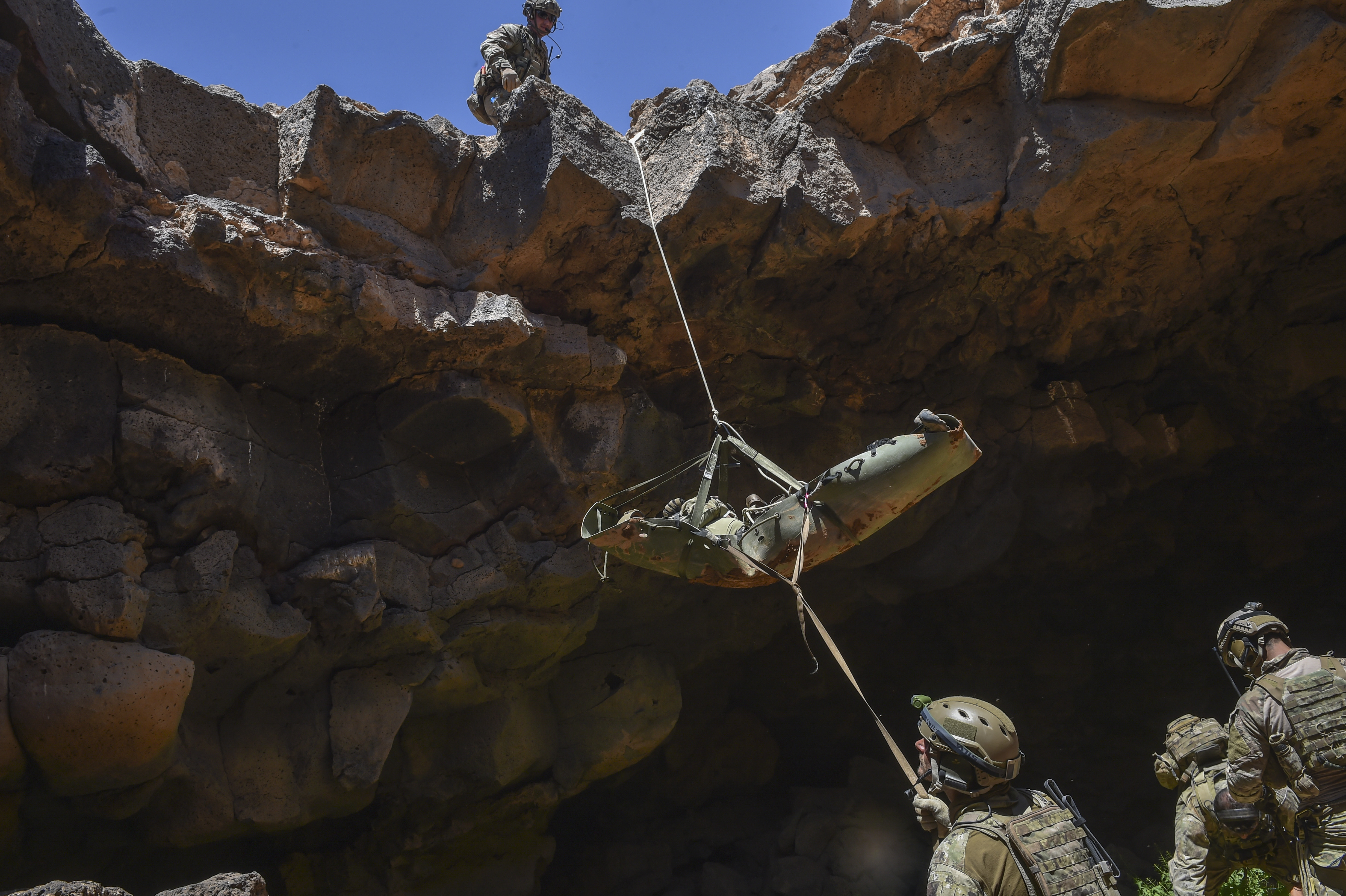
La Tripulación de Pararrescate de Tácticas Especiales, las Fuerzas Especiales de las Fuerzas Armadas de Jordania y las Fuerzas de Operaciones Especiales Italianas rescatan a una víctima simulada del complejo de cuevas de Al Biadia, durante una misión de rescate de personal para Eager Lion, en la provincia de Mafraq (Jordania).

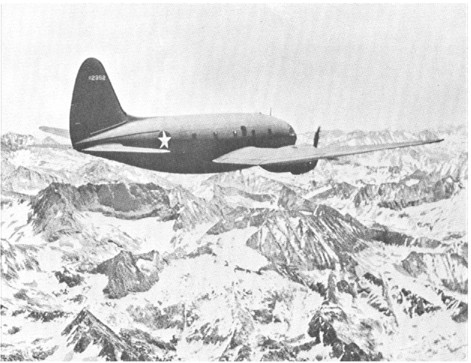
Un Curtiss C-46 'Comando' sobre el Himalaya.

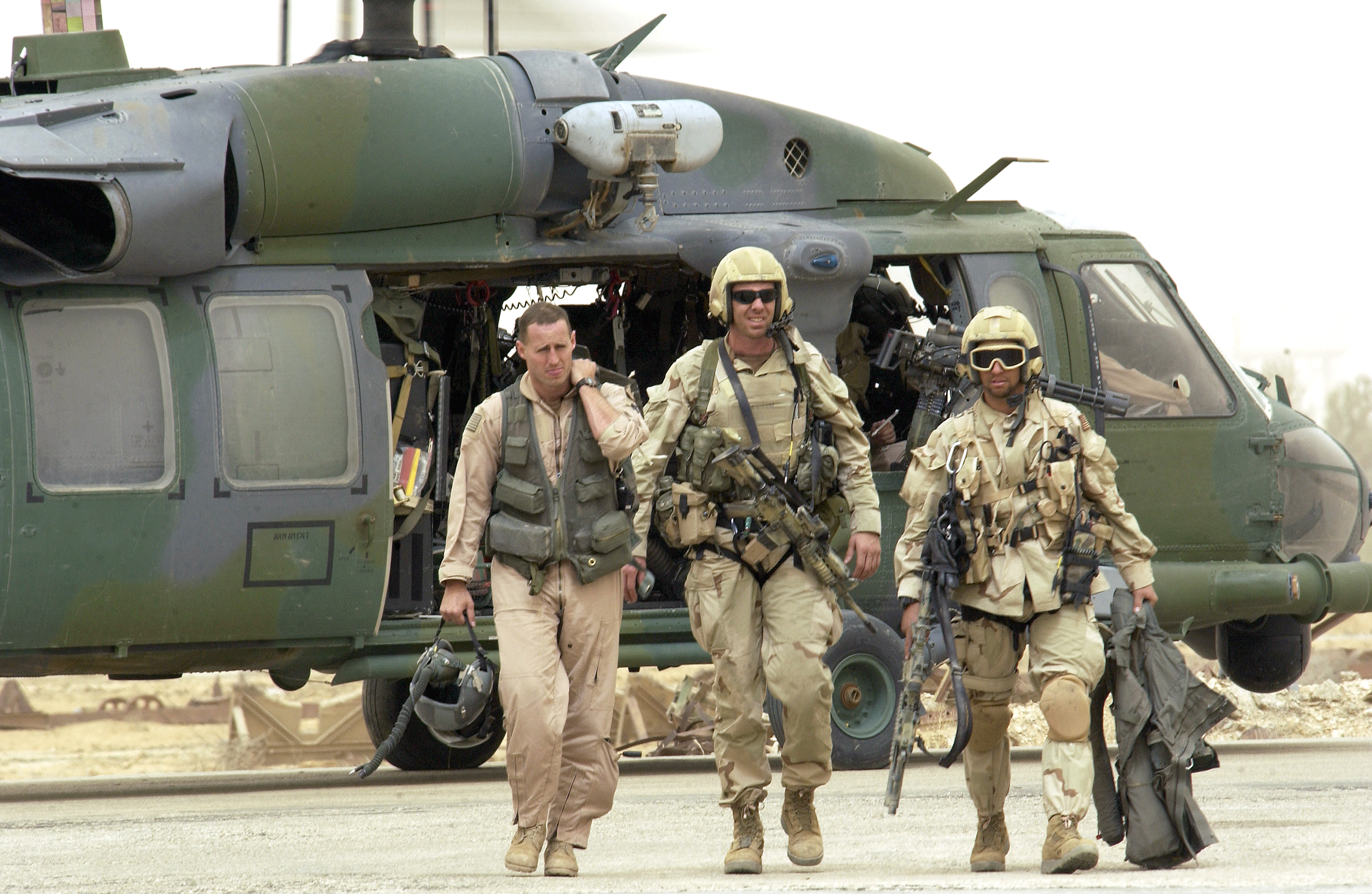
Pararrescatadores con el 301° Escuadrón de Rescate regresan con un piloto derribado de una exitosa misión de rescate el 8 de abril de 2003 en el sur de Irak, durante la Operación Libertad Iraquí.

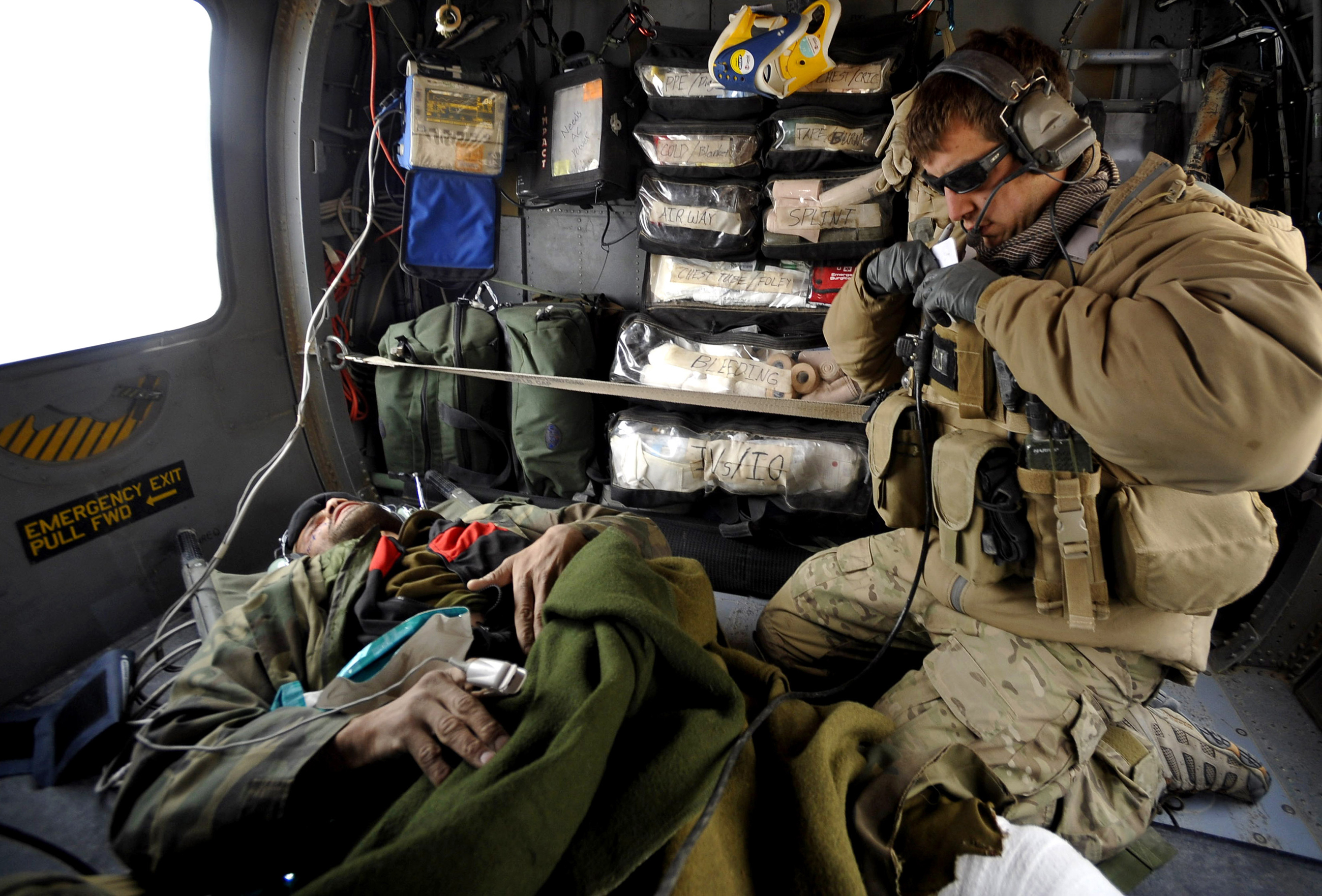
Un pararrescatador del 66º Escuadrón de Rescate Expedicionario ofrece atención médica a un Afgano herido.

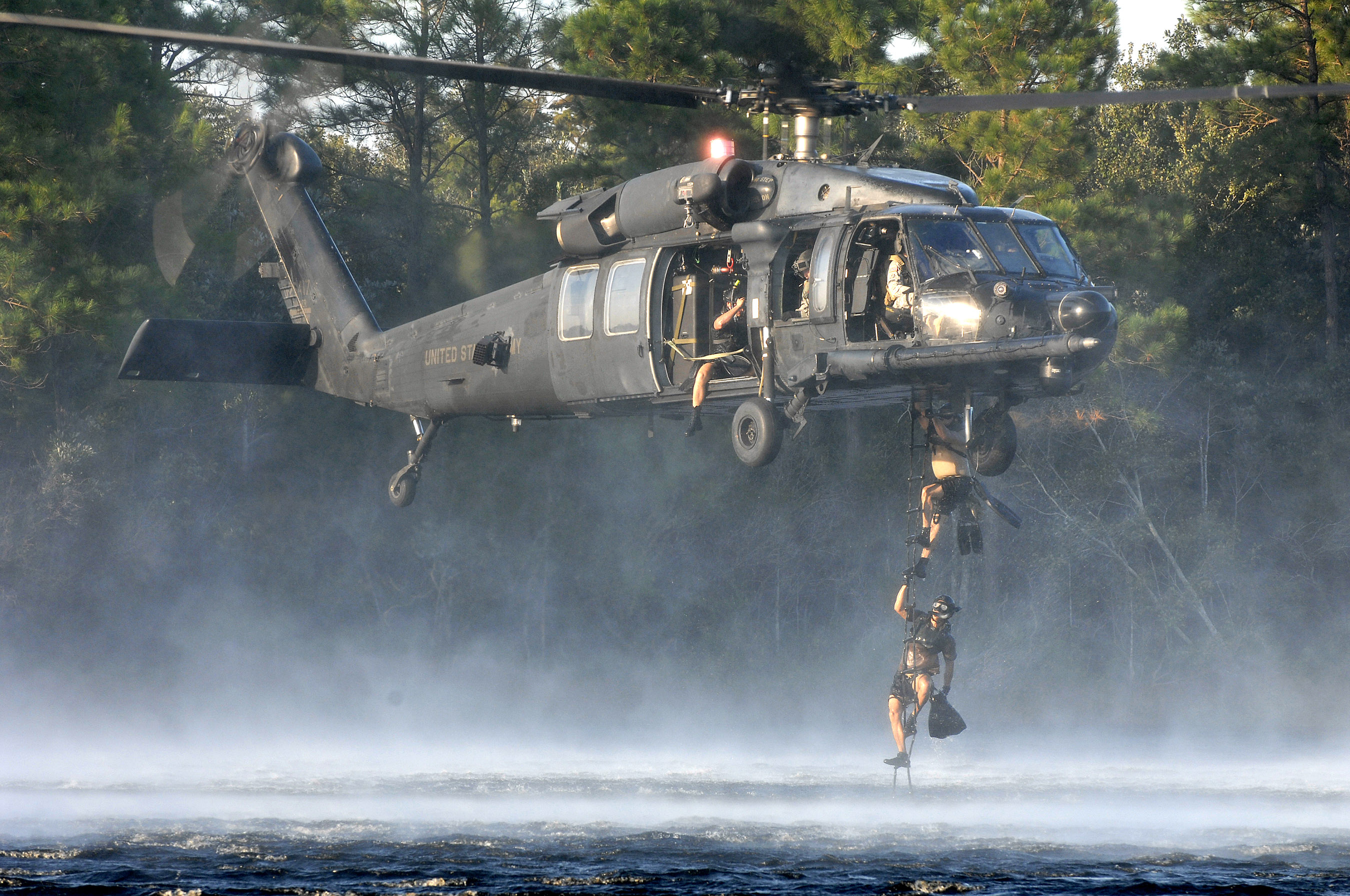
Pararrescatadores del 23º Escuadrón de Tácticas Especiales suben por una escalera a un MH-60 Blackhawk del Ejército de Estados Unidos.

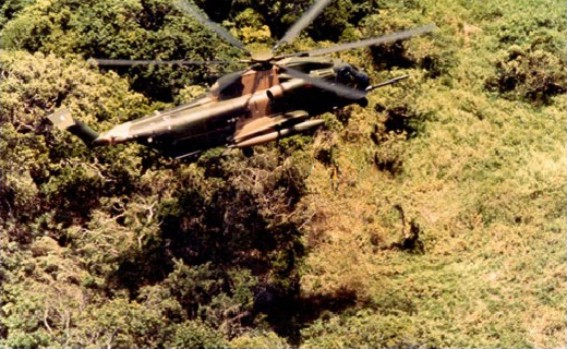
Un helicóptero Sikorsky MH-53 de la Fuerza Aérea de Estados Unidos baja a un pararrescatador en la jungla durante una misión de rescate en junio de 1970. El PJ apenas es visible debajo del tanque de combustible.

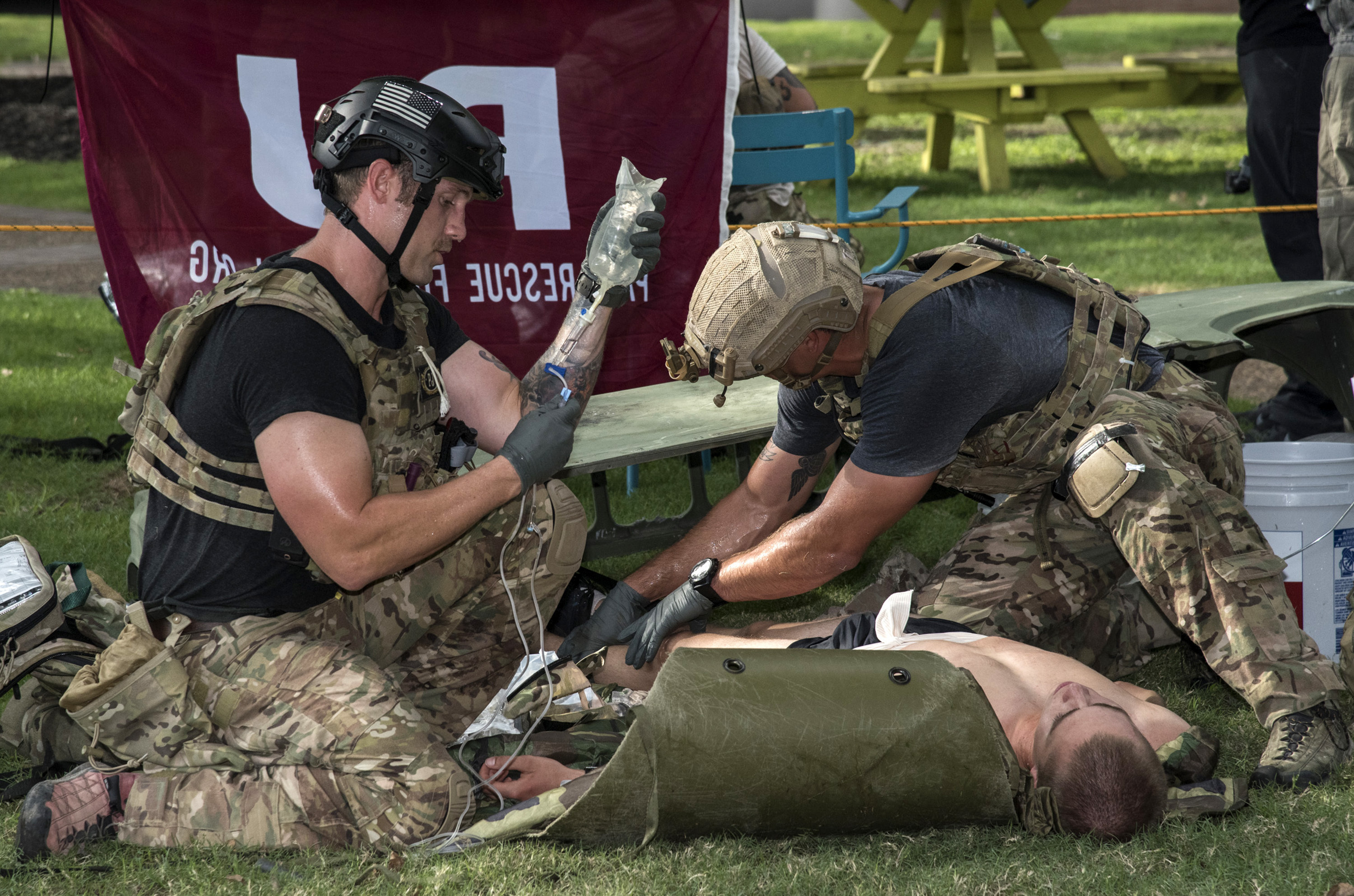
Pararrescatadores ofrecen atención táctica a víctimas de combate durante el Rodeo PJ de 2018 en Travis Park, San Antonio (Texas).

Ya desde 1922 se reconoció la necesidad de contar con personal cualificado para que acudiera a lugares remotos y rescatara a las tripulaciones. Ese año, el Coronel Albert E. Truby, médico del Cuerpo Médico del Ejército, predijo que se utilizarían "ambulancias aéreas" para trasladar al personal médico hasta los accidentes y devolver a las víctimas a las instalaciones médicas para que recibieran tratamiento. Sin embargo, pasaron otras dos décadas antes de que la tecnología y la necesidad ayudaran a crear lo que eventualmente se convertiría en el servicio de pararrescate de la Fuerza Aérea.
Aun así, se produjeron avances en tecnologías importantes. En 1940, dos bomberos paracaidistas del Servicio Forestal de Estados Unidos, Earl Cooley y Rufus Robinson, demostraron que era posible colocar a los paracaidistas en el suelo con gran precisión utilizando el recién inventado "paracaídas orientable". Estos paracaídas, y las técnicas que utilizaban los bomberos paracaidistas, eran completamente diferentes a las utilizadas por las unidades aerotransportadas del Ejército. Fue en ese año que el Capitán médico Leo P. Martin recibió una formación en el Centro de Entrenamiento de Bomberos Paracaidistas del Servicio Forestal de Estados Unidos, en Seeley Lake (Montana), para poder saltar en paracaídas en operaciones de rescate. Probablemente haya sido el primer médico en Estados Unidos en hacerlo y su entrenamiento marcó el hito inicial en el salto de rescate.

### Segunda Guerra Mundial
Durante los primeros meses posteriores a la entrada de Estados Unidos en la guerra, hubo muy poca necesidad de emprender operaciones de rescate aéreo. A medida que avanzaba la guerra, Estados Unidos lanzó una campaña de bombardeo estratégico y las operaciones de rescate aéreo comenzaron a desempeñar un papel importante. 
Se crearon unidades de rescate en todo el mundo bajo el control operativo de los comandantes locales. Si bien el entrenamiento, las técnicas y el equipo variaban, había una regla constante: "Las fuerzas de rescate deben dar por sentado que hay supervivientes en cada accidente hasta que se demuestre lo contrario".
La búsqueda y el rescate de los pilotos y las tripulaciones derribadas en los Estados Unidos continentales recaía principalmente en la Patrulla Aérea Civil, un grupo de aviación civil bajo el mando del Cuerpo Aéreo del Ejército. La Patrulla Aérea Civil solía enviar equipos de tierra después de localizar el lugar del accidente; sin embargo, a veces aterrizaban aviones pequeños que contaban con equipos de rescate provistos de paracaídas.
Con la entrada de Canadá en la Segunda Guerra Mundial en 1939, el ex as de la aviación Canadiense Wop May fue puesto a cargo de las operaciones de entrenamiento y asumió el mando de la Escuela de Observadores Aéreos N° 2, en Edmonton (Alberta). Edmonton era una de las paradas habituales de los bombarderos A-20 Boston, B-26 Marauder y, especialmente, de los B-25 Mitchell, que volaban a la Unión Soviética como parte del programa de préstamo y arriendo. Cuando estos aviones se estrellaban, principalmente debido a problemas mecánicos o de navegación, la tripulación a menudo sobrevivía y moría al intentar salir del bosque. Muchas veces se solicitaba a la escuela de May que proporcionara aviones para buscar aviones derribados, pero incluso cuando se avistaba uno, normalmente no podían hacer mucho para ayudar. May decidió abordar este problema.
A principios de 1942 May pidió voluntarios de su tripulación de servicio civil y una docena de ellos aceptaron unirse. Sin prácticamente ningún equipamiento, la instrucción consistía en "saltar y abrir" el paracaídas y la corrección del viento se calculaba arrojando un catálogo de Eaton por la compuerta. Las primeras operaciones fueron cómicas, pero a principios de 1943 May envió a dos voluntarios, Owen Hargreaves y Scotty Thompson, a la escuela de bomberos paracaidistas, en Missoula (Montana), para que recibieran entrenamiento del Servicio Forestal de Estados Unidos. Después de seis semanas, regresaron a casa con un equipamiento maniobrable que les habían prestado para entrenar a otros dos voluntarios, Wilfred Rivet y Laurie Poulsom. Enseguida la unidad estaba realizando saltos operativos y, en 1944, la persistencia de May dio sus frutos y comenzó un programa oficial de entrenamiento de paracaidistas de rescate. Por su trabajo, May recibió la Medalla de la Libertad con Palma de Bronce en 1947 de las Fuerzas Aéreas del Ejército de Estados Unidos.
En el Teatro Europeo había muy pocas oportunidades de rescate terrestre. La mayoría de los vuelos se realizaban sobre territorio ocupado por el enemigo, donde un aterrizaje implicaba una captura inmediata. En la zona del Reino Unido del Teatro Europeo, las Fuerzas Armadas Británicas estaban creando en ese momento su propio Servicio de Rescate de Montaña de la Real Fuerza Aérea, que se basaría en gran medida en la doctrina civil de rescate de montaña. El Servicio de Rescate de Montaña de la Real Fuerza Aérea rescató a mucho personal de vuelo norteamericano o recuperó restos de aviones derribados en el territorio británico de las Fuerzas Aéreas del Ejército de Estados Unidos. Debido a que los accidentes ocurridos durante los vuelos sobre el agua causaban muchas bajas, la Octava Fuerza Aérea creó un grupo de "rescate marítimo". Desde su creación en 1943 hasta el final de la guerra, la tasa de recuperación de tripulaciones derribadas en el mar aumentó de menos del cinco por ciento a más del cuarenta por ciento.
En las vastas zonas del Teatro del Pacífico un accidente aéreo significaba una muerte casi segura por exposición a los elementos. El Ejército formó varios escuadrones en el teatro de operaciones específicamente para ayudar y rescatar a los aviones derribados, tanto en el mar como en las islas. El Teatro China Birmania India (CBI) fue el lugar de nacimiento de lo que finalmente se convertiría en el pararrescate. Se trataba de una combinación única de largos vuelos por tierra a través de un territorio que estaba poco controlado por el enemigo y en el que era posible sobrevivir. La ruta de vuelo dominante en el Teatro China Birmania India era 'La Joroba': los vuelos de carga que salían de la India con miles de toneladas de suministros bélicos vitales tenían que cruzar la cordillera del Himalaya para llegar a sus destinos en China. Cada día, miles de tripulaciones de vuelo y sus pasajeros arriesgaban sus vidas realizando esta travesía en aviones C-46 y C-47. Muchos de estos vuelos nunca llegaron a sus destinos debido a problemas mecánicos, climáticos y errores. Las tripulaciones que estaban obligadas a saltar en paracaídas o a realizar aterrizajes forzosos se enfrentaron a semanas de dificultades para encontrar el camino de regreso a la civilización, soportando condiciones climáticas adversas, poca comida y lesiones que sufrieron durante los accidentes. 
Al Capitán John L. "Blackie" Porter, un ex piloto de acrobacias, se le atribuye el mérito de haber comandado la primera unidad de rescate aéreo organizada en el teatro de operaciones. Conocidos como "La pandilla de Blackie" y volando desde Chabua (India), estaban equipados con dos aviones C-47. Una de sus primeras misiones de rescate fue la recuperación de veinte personas que habían saltado de un C-46 averiado en agosto de 1943 en la zona de Naga (Birmania), una zona que albergaba no sólo tropas japonesas, sino también tribus de cazadores de cabezas. Entre los veinte se encontraba el periodista de la CBS Eric Sevareid. Los hombres fueron localizados y les entregaron suministros. El cirujano de vuelo, el Teniente Coronel Don Flickinger, y dos técnicos quirúrgicos de combate, el Sargento Richard S. Passeyy el Cabo William G. MacKenzie, saltaron en paracaídas desde los aviones de búsqueda para ayudar y cuidar a los heridos.Al mismo tiempo, un equipo de tierra fue enviado a su ubicación y los veinte caminaron hacia un lugar seguro.
Aunque los rescates con paracaídas no estaban autorizados oficialmente en ese momento, los paracaidistas consideraban que este fue el nacimiento del rescate aéreo de la Fuerza Aérea. Eric Sevareid dijo de sus rescatadores: "Valiente es una palabra preciosa: se lo merecen". Unos pocos meses después el Capitán Porter murió en una misión de rescate cuando su B-25 fue derribado.
En 1944 el General William H. Tunner asumió el mando de las operaciones del Comando de Transporte Aéreo en el Teatro China Birmania India (CBI). Declaró que la organización de rescate era una "operación de vaqueros". Nombró al Mayor Donald C. Pricer comandante de la 1352ª Unidad de Base de la Fuerza Aérea del Ejército y le asignó varias aeronaves para la misión. Además de las aeronaves de ala fija, los primeros helicópteros se desplegaron en el Teatro China Birmania India (CBI) para operaciones de rescate, lo que marcó el comienzo de una larga asociación entre las aeronaves de ala giratoria y el rescate aéreo.

### Después de la Segunda Guerra Mundial
Se reconoció la necesidad de contar con una organización unificada que realizara operaciones de búsqueda y rescate, para ello la Fuerza Aérea del Ejército creó el Servicio de Rescate Aéreo. Establecido oficialmente el 29 de mayo de 1946, el Servicio de Rescate Aéreo se encargaba de salvar las vidas de aquellas tripulaciones que habían estado expuestas a desastres, accidentes, aterrizajes forzosos, amerizajes o abandonos de aeronaves que ocurrían lejos de una base aérea, y tenían capacidad de despliegue mundial para dar apoyo a las operaciones aéreas en zonas remotas.
En los alrededores de una base aérea, el comandante de la base aérea tenía jurisdicción de búsqueda y rescate a través de las unidades de helicópteros de Rescate de la Base Local (del inglés, Local Base Rescue o por sus siglas, LBR). Sin embargo, estos estaban limitados a un radio de 217 kilómetros alrededor de la base debido al alcance y las limitaciones de carga útil de la aeronave. Para superar esta limitación se crearon equipos de pararrescate el 1 de julio de 1947, y los primeros equipos estuvieron listos para entrar en acción en noviembre. Cada equipo tenía que estar formado por un médico y cuatro técnicos de pararrescate formados en medicina, supervivencia, rescate y tácticas. El equipo de pararrescate tenía la misión de rescatar a las tripulaciones perdidas en misiones de bombarderos y transportes de largo alcance y de apoyar a otras agencias cuando se solicitaba un rescate aéreo.
Una misión a principios de 1947 fue el impulso final para la creación oficial de los pararrescatadores de la Fuerza Aérea. En mayo, el Capitán médico Pope B. "Doc" Holliday saltó en paracaídas desde un OA-10 Catalina en la jungla Nicaragüense para ayudar a un miembro de la tripulación que se había lanzado en paracaídas desde un B-17 Flying Fortress averiado. Sus acciones le hicieron merecedor de la Estrella de Bronce y lo convirtieron en otra de las primeras leyendas del pararrescate.
Poco después de que se crearan los equipos de pararrescate, se abrió la primera Escuela de Pararrescate y Supervivencia bajo la supervisión del 5º Escuadrón de Rescate, en la Base de MacDill de la Fuerza Aérea (Florida). El núcleo de instructores estaba formado por oficiales experimentados y soldados rasos reclutados de todas las ramas de servicio. El comandante de esa primera escuela era el piloto Teniente Primero Perry C. Emmons, que había sido asignado a la Oficina de Servicios Estratégicos durante la Segunda Guerra Mundial. Al final de la guerra, Emmons y seis Sargentos rescataron a unos prisioneros de guerra en Tailandia, lo que le valió a su grupo el apodo de "Perry y los Piratas", en honor a la popular tira cómica Terry y los Piratas. Después de la guerra, Emmons completó el entrenamiento en la Escuela Aerotransportada de Fort Benning (Georgia), convirtiéndose en el segundo piloto de la Fuerza Aérea cualificado en salto paracaidista.

### Clobbered Turkey
A finales de 1947 el accidente del B-29 "Clobbered Turkey" en Alaska puso de manifiesto la necesidad de contar con paracaidistas de rescate especializados y bien entrenados. El 21 de diciembre el "Clobbered Turkey" chocó contra una montaña y cuando se avistó el accidente el día 27 el Teniente Primero, Albert C. Kinney del Cuerpo Médico, el Sargento Primero, Santhell A. London, el experto en clima frío y Técnico en Quinto Grado de la Fuerza Aérea, Leon J. Casey (ninguno de los cuales estaba entrenado como paracaidista de rescate) se ofrecieron como voluntarios para saltar al lugar del accidente, ubicado a 152 km al norte de Nome (Alaska). El equipo se encontró con poca visibilidad, temperaturas extremas y fuertes vientos y, como resultado, los tres murieron. El cuerpo de Casey fue encontrado a 11 km del lugar del accidente, arrastrado hasta allí por los vientos de la superficie. Dos miembros de la tripulación del "Clobbered Turkey" que salieron a buscar ayuda también murieron a pocos kilómetros del lugar del accidente. Cuando los pilotos civiles William Munz y Frank Whaley llegaron finalmente al lugar del accidente dos días después, descubrieron que los seis miembros restantes de la tripulación, que se habían quedado en el avión, habían sobrevivido. El cuerpo del Doctor Kinney no fue localizado hasta julio del año siguiente.
En 1949, debido a la escasez de médicos disponibles, los oficiales del Cuerpo Médico reemplazaron a los pararrescatadores en los equipos, recibiendo el mismo entrenamiento que los pararrescatadores rasos. Uno de estos primeros oficiales fue John C. Shumate, un farmacéutico, que fue nombrado comandante de la Escuela de Paracaidistas de Salvamento y Supervivencia.
En esa época se creó el Curso de Especialista en Rescate Aéreo, en la Escuela de Medicina Aeronáutica de la Base de Gunter de la Fuerza Aérea, en Alabama. Diseñado para enseñar a los paracaidistas de rescate las habilidades necesarias para determinar la naturaleza y el alcance de las lesiones y realizar el tratamiento adecuado, el curso fue impartido por oficiales del Cuerpo Médico con experiencia previa en paracaidismo de rescate, entre ellos estaban los doctores Pope B. 'Doc' Holliday, Rufus Hessberg, Hamilton Blackshear, Randal W. Briggs y Burt Rowan.

### Guerra de Corea
A medida que el pararrescate fue creciendo se asignaron equipos de Pararrescatadores a cada escuadrón del Servicio de Rescate Aéreo para ofrecer cobertura global. En 1950 se completó la unificación de todos los escuadrones de rescate aéreo, que antes eran independientes bajo el amparo del Servicio de Rescate Aéreo.
En 1950 Corea del Norte atacó a través del paralelo 38 y comenzó la Guerra de Corea. Esta fue una oportunidad para que el Servicio de Rescate Aéreo pusiera en práctica el entrenamiento y desarrollara teorías para convertirlas en políticas. Uno de los conceptos nuevos clave fue el rescate del personal desamparado tras las líneas enemigas. Esto, junto con la evacuación de hombres gravemente heridos de los puestos de ayuda cercanos al frente, eran las principales misiones del Servicio de Rescate Aéreo.
Los paracaidistas de rescate eran una parte habitual de las tripulaciones de rescate aéreo para estas misiones. Sus habilidades médicas y tácticas los hacían imprescindibles para este tipo de misiones de evacuación y rescate.
A menudo se pedía a los pararrescatadores que abandonaran los helicópteros que los transportaban para ayudar al personal que debían rescatar. Esto podía exigir una estancia prolongada tras las líneas enemigas y un viaje terrestre de varios kilómetros. La más larga de estas misiones de "Lobo Solitario" duró setenta y dos horas.
Al final de la guerra en 1953, el Servicio de Rescate Aéreo había evacuado a más de ocho mil heridos críticos y rescatado a casi mil hombres de detrás de las líneas enemigas.

### Guerra de Vietnam
La guerra de Vietnam fue un conflicto crucial para los equipos de Pararrescate. El alcance de las operaciones de la Fuerza Aérea se volvió tan grande que la demanda de equipos de Pararrescate también aumentó. El uso de helicópteros dio lugar a nuevas tácticas que aprovechaban la velocidad, la distancia y el apoyo que podían proporcionar. Se pusieron en marcha misiones de rescate con Controladores Aéreos Avanzados, escoltas de rescate (como los AH-1 Cobra o los A-1 Sandy), cazas de protección (Patrulla Aérea de Combate), el HC-130 "King" Hercules para la coordinación de misiones de rescate y el reabastecimiento de combustible de los helicópteros, y los helicópteros HH-3 Jolly Green Giant, HH-43 Huskie y HH-53 Super Jolly Green Giant para proporcionar un rescate rápido a los pilotos derribados muy por detrás de las líneas enemigas.
Un cuerpo de élite de bomberos/rescatistas aerotransportados y bomberos de la Fuerza Aérea de Estados Unidos fueron parte de estas operaciones de rescate.El personal de pararrescate formaba parte de estas misiones y ofrecía asistencia médica a los tripulantes heridos. También patrullaban en busca de tripulantes desaparecidos que pudieran estar inconscientes o muertos.
Los pararrescatadores se encargaban de realizar búsquedas y Operaciones en Superficie Limitadas (Limited Surface Operations, o por sus siglas, LSO) mientras que los escoltas mantenían patrullas agresivas para proporcionar apoyo instantáneo. A veces se les enviaba a buscar personal que se veía obligado a escapar y esconderse del enemigo; en tales casos, la misión podía durar días. Los equipos de pararrescate acumularon un impresionante historial; durante el conflicto, solo 19 tripulantes recibieron la Cruz de la Fuerza Aérea. Diez de ellos fueron asignados a las fuerzas de pararrescate.

### Era moderna
Los pararrescatadores o paracaidistas de rescate han seguido desempeñando un papel fundamental en Iraq y Afganistán durante la Guerra Global contra el Terrorismo, así como en otros conflictos. Desplegados con otros equipos de Fuerzas de Operaciones Especiales, los pararrescatadores siguen combatiendo y salvando vidas en el campo de batalla.

## Entrenamiento y estructura

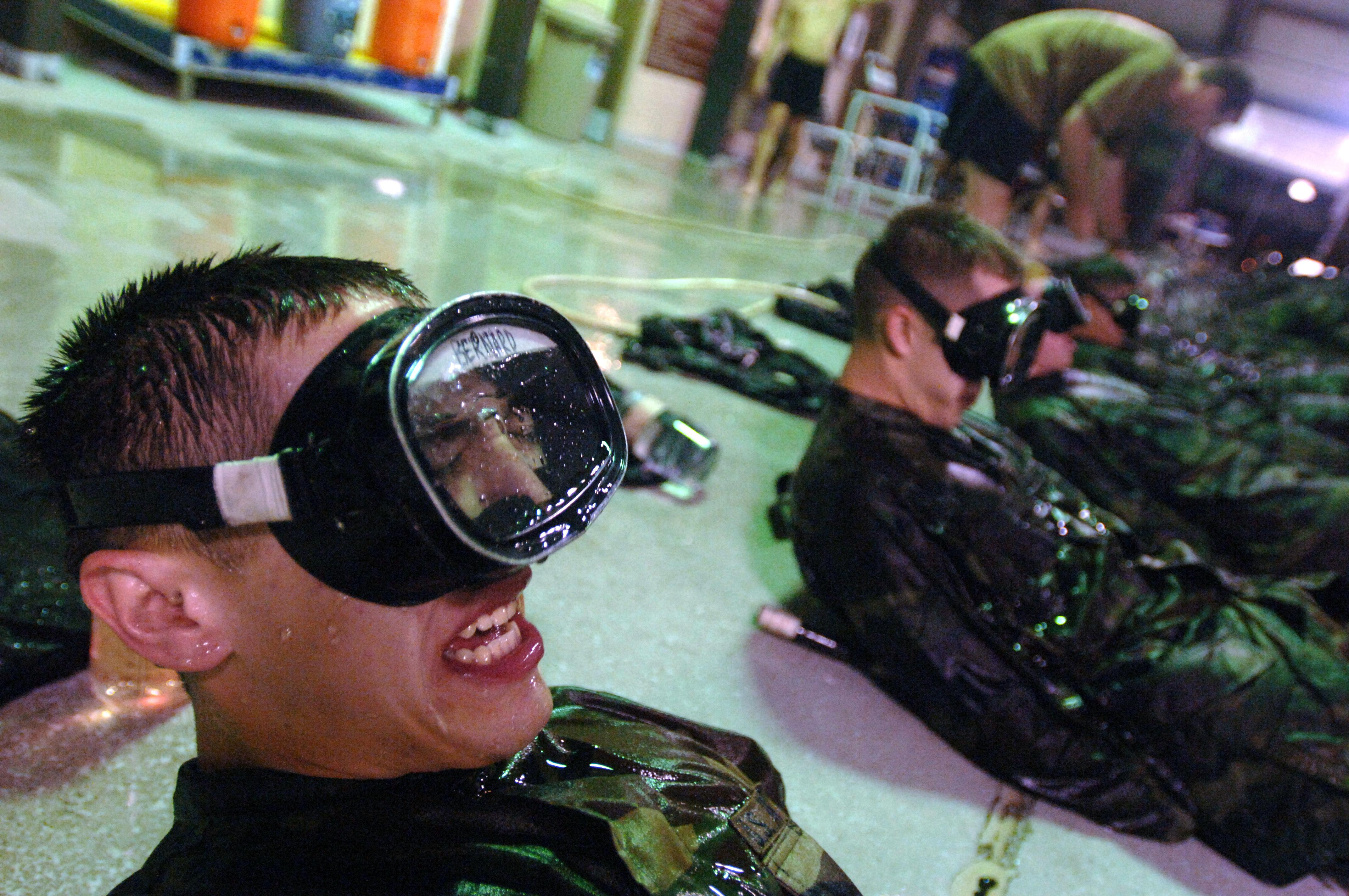
Alumnos de pararrescate usando gafas llenas de agua mientras realizan más de mil patadas después de 20 horas de entrenamiento físico ininterrumpido en el Centro de Entrenamiento de Pararrescate.

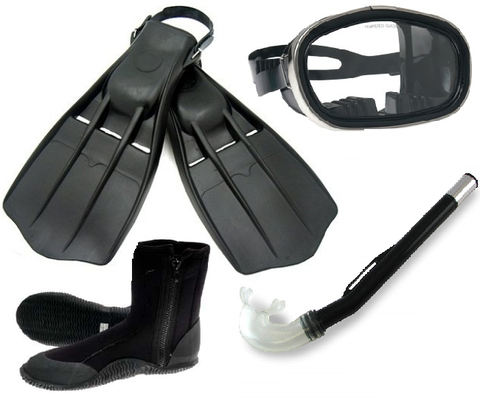
Equipo de entrenamiento para el Curso de Adoctrinamiento de Pararrescate.

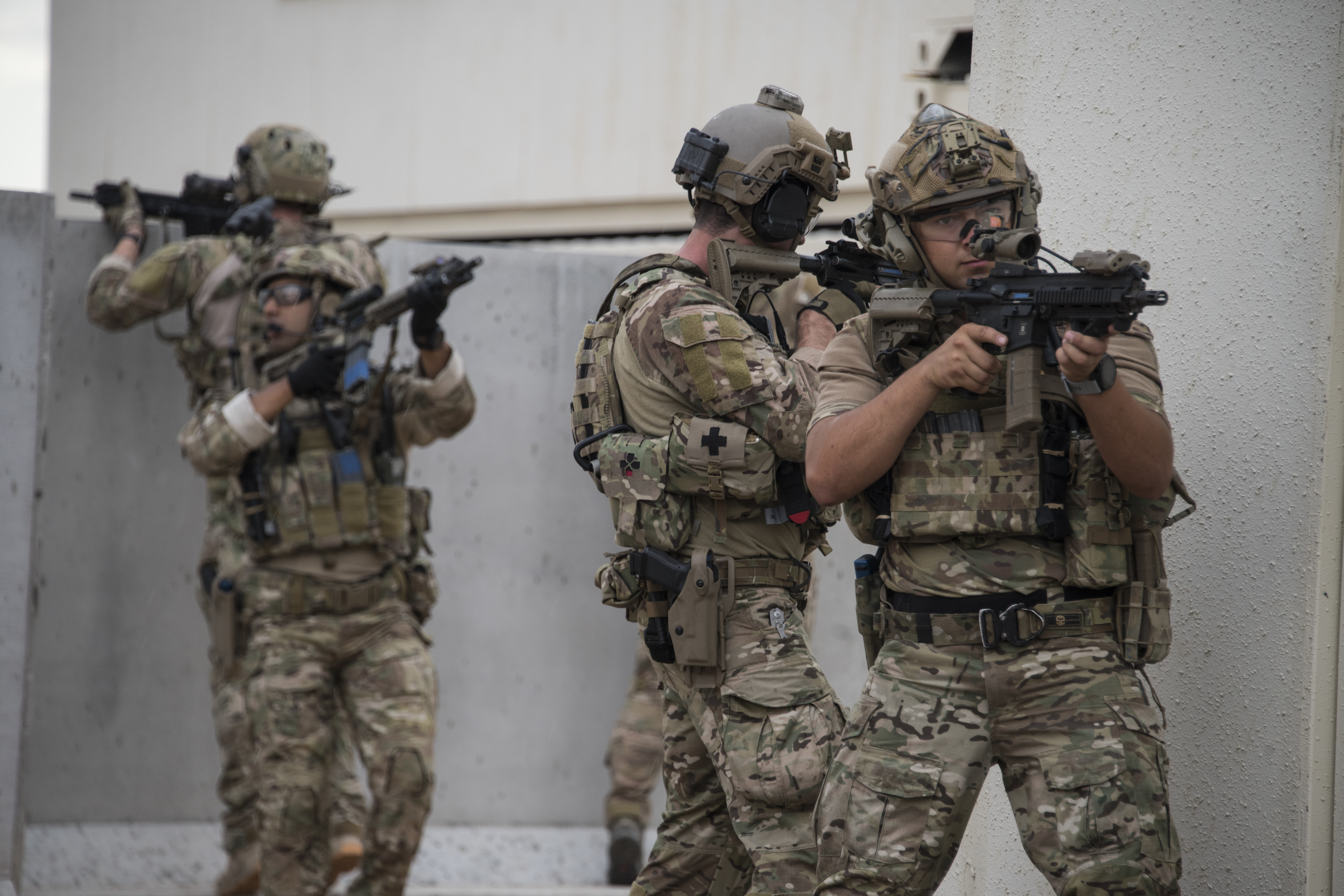
Pararrescatadores de la Fuerza Aérea asignados al curso "Combat Team Member" durante un entrenamiento en la Base Aérea de Davis-Monthan, en Arizona, el 1 de julio de 2020. Durante el curso "Combat Team Member" los pararrescatadores aprenden y ejecutan una variedad de habilidades y procedimientos para garantizar su capacidad de ejecutar con éxito su misión en el campo de batalla.

El proceso para convertirse en un "PJ" se conoce informalmente como "Escuela de Superman". Con una duración de casi dos años, el proceso de formación es uno de los más largos del mundo en materia de operaciones especiales. También tiene una de las tasas de deserción más altas de toda la comunidad de operaciones especiales de Estados Unidos, de alrededor del 80%.
Los alumnos de pararrescate primero deben completar el Entrenamiento Militar Básico de la Fuerza Aérea de Estados Unidos en la Base de Lackland, luego deben aprobar el Curso Preparatorio de Guerra Especial y la Evaluación y Selección de Guerra Especial en la Base de Lackland (que reemplazó al anterior Curso de Adoctrinamiento de Pararrescate). A esto le sigue una larga lista de cursos y asistencia a los siguientes centros: Escuela de Buceo de Combate, Escuela Aerotransportada del Ejército, Registro Nacional de Paramédicos, Supervivencia (SERE-C) y Paracaidismo Militar de Caída Libre. Al completar lo mencionado anteriormente, el alumno de pararrescate debe completar el Curso de Aprendiz de Paracaidista, que combina todas las habilidades anteriores y agrega algunas más. Cuando el pararrescatador ha completado el proceso, se lo asigna a un equipo de rescate o de tácticas especiales según las necesidades de la Fuerza Aérea. Los graduados asignados a los escuadrones de rescate reciben una instrucción operativa adicional. Los graduados asignados a los escuadrones de tácticas especiales asisten a determinados cursos de Entrenamiento de Habilidades Avanzadas en el escuadrón de entrenamiento de tácticas especiales, junto con los Controladores de Combate de la Fuerza Aérea, para completar la mayor parte de su instrucción operativa adicional.
- Curso Preparatorio para Guerra Especial (Preparación para Guerra Especial), Base de Lackland de la Fuerza Aérea, Texas (8 semanas)

Este curso está diseñado para proporcionar a los candidatos las mejores posibilidades de pasar el proceso de selección. Reciben entrenamiento en fuerza/acondicionamiento a nivel universitario, running, natación, nutrición, fisioterapia y otras especialidades. Actualmente, este curso está disponible solo para tripulaciones aéreas sin servicio previo, mientras que las tripulaciones con servicio previo asisten a un curso reducido de dos semanas.
La Equipación de Entrenamiento del Curso de Adoctrinamiento se compone esencialmente de una máscara de gran volumen, un esnórquel de silicona, aletas y escarpines. La máscara y el tubo son fundamentales durante el entrenamiento, ya que se utilizan para ganar confianza en el agua, como la introducción de agua en la máscara durante todo el entrenamiento, simulando el efecto de estar bajo el agua, independientemente de si se está sumergido o no. La recuperación de la máscara y el tubo es una parte clave que se evalúa, donde el alumno debe recuperar la máscara y el tubo de la zona profunda de la piscina, limpiando tanto la máscara como el tubo de agua mientras aún está sumergido. Estos dos elementos pueden considerarse herramientas clave del entrenamiento. Se pueden utilizar otras herramientas como cuerda y escarpines para aumentar aún más la intensidad del entrenamiento.
- Evaluación y selección de guerra especial,Base de Lackland de la Fuerza Aérea, Texas (4 semanas)